# Basino
Basino (em latim: Basinus) foi um rei turíngio que esteve ativo durante o século V. 

## Vida
Segundo Gregório de Tours, forneceu refúgio ao rei franco Quilderico I (r. 457–481/482) que fora exilado por seu povo. A esposa de Basino, Basina, deixou-o por Quilderico e os dois retornaram juntos para Tournai, após oito anos.
Segundo Godefroid Kurth, desta história contida na obra de Gregório pode-se aproveitar como fato apenas a relação matrimonial entre Basina e Quilderico, com todo o resto compondo história popular. Para Émilienne Demougeot, não fica claro no relato se, de fato, Basino era casado com Basina antes dela partir para a Austrásia com Quilderico. Seja como for, a descoberta em Veimar de uma colher de prata com as letras BASN parece confirmar a existência deste Basino.